# St. Laurentius (Paimar)

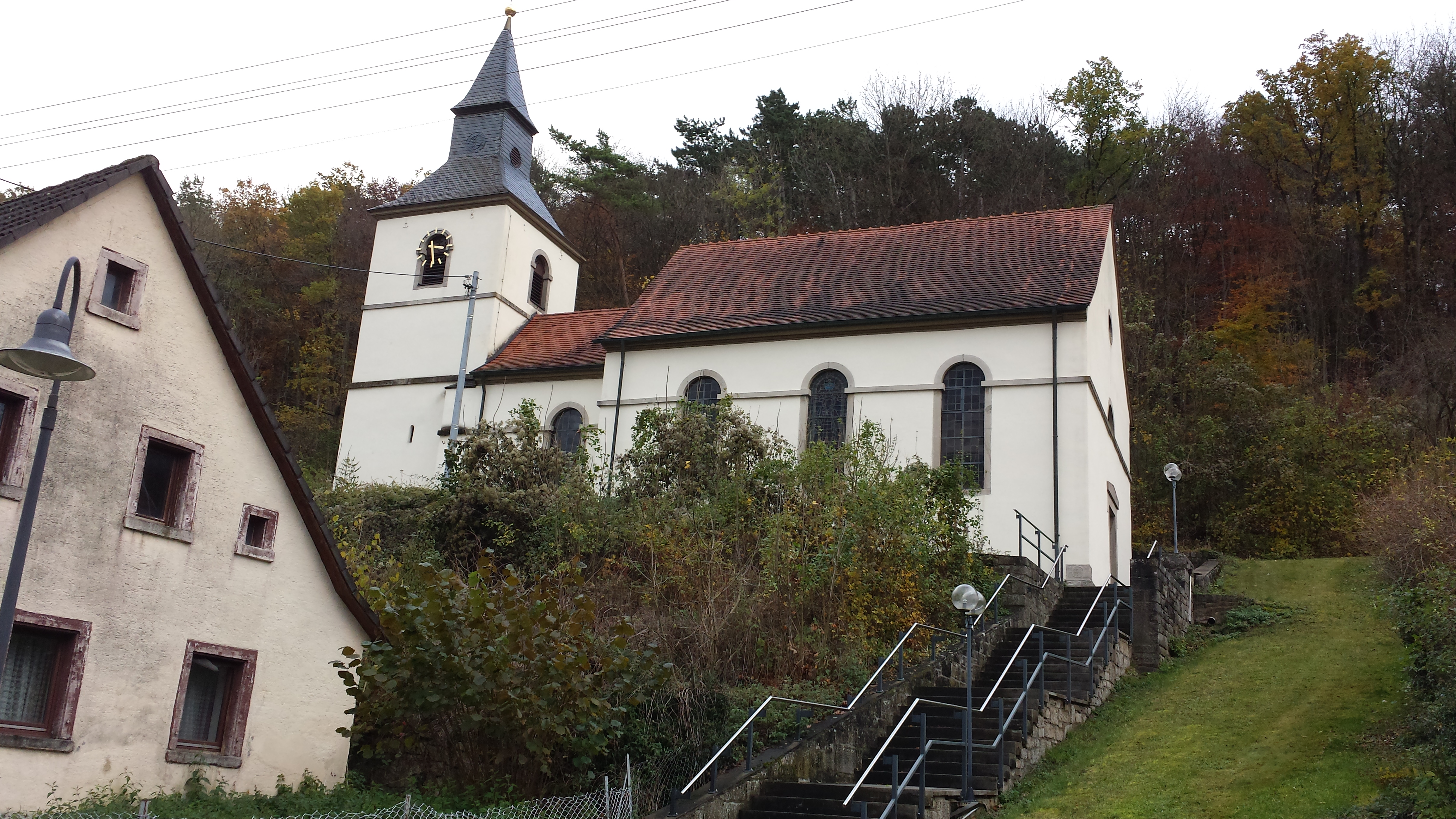
Filialkirche St. Laurentius

Die römisch-katholische Filialkirche St. Laurentius in Paimar, einem Stadtteil von Grünsfeld im Main-Tauber-Kreis, wurde das erste Mal nach dem Dreißigjährigen Krieg genannt und ist dem heiligen Laurentius von Rom geweiht. Die Laurentiuskirche gehört als Filiale der Grünsfelder Stadtkirche St. Peter und Paul zur Seelsorgeeinheit Grünsfeld-Wittighausen, die dem Dekanat Tauberbischofsheim des Erzbistums Freiburg zugeordnet ist.

## Geschichte
Bei einer Ablassverleihung im Jahre 1362 wurde für den Ort Paimar keine Kirche erwähnt, womit es zu dieser Zeit wohl noch keine Kirche gab. Die genaue Entstehungszeit ist nicht bekannt. Nach dem Dreißigjährigen Krieg wurde die Kirche erstmals urkundlich erwähnt.
1659 wurde die teilweise eingefallenen Kirchenmauer wieder aufgebaut. Der zusammengestürzte Altar wurde in Grünsfeld ausgebessert und wieder aufgestellt im Jahre 1660. 1886 wurde die Kirche umgebaut und 2005 renoviert.
Bis ins 18. Jahrhundert gab es Gottesdienste nur am zweiten Pfingstfeiertag, an Fronleichnam, am Sonntag, am Laurentiustag und am ersten Weihnachtsfeiertag. Der sonntägliche Frühgottesdienst und die Christenlehre wurden durch den Pfarrer Breitenbach um 1800 eingeführt. Als das Kloster Gerlachsheim aufgelöst wurde, ließ sich ein Mönch in Paimar nieder und führte den Gottesdienst. Ab dem 28. November 1825 entschied Grünsfeld, dass Paimar und Grünsfeldhausen von einem Grünsfelder Kaplan versorgen werden soll. Paimar wird heute als Filialkirche von Grünsfeld seelsorgerisch betreut.

## Kirchenbau
Die Laurentiuskirche ist eine schlichte Dorfkirche, die im Empirestil erbaut wurde. Viele Bestandteile der Kirche stammen noch aus dem Mittelalter. Der Chorturm hat einen vermauerten Triumphbogen in der Westwand. Der damalige Chorraum wird heute teilweise als Sakristei verwendet. Zwei Seitenfenster mit farbigen Glasornamenten zeigen den Hl. Laurentius und den Hl. Michael.

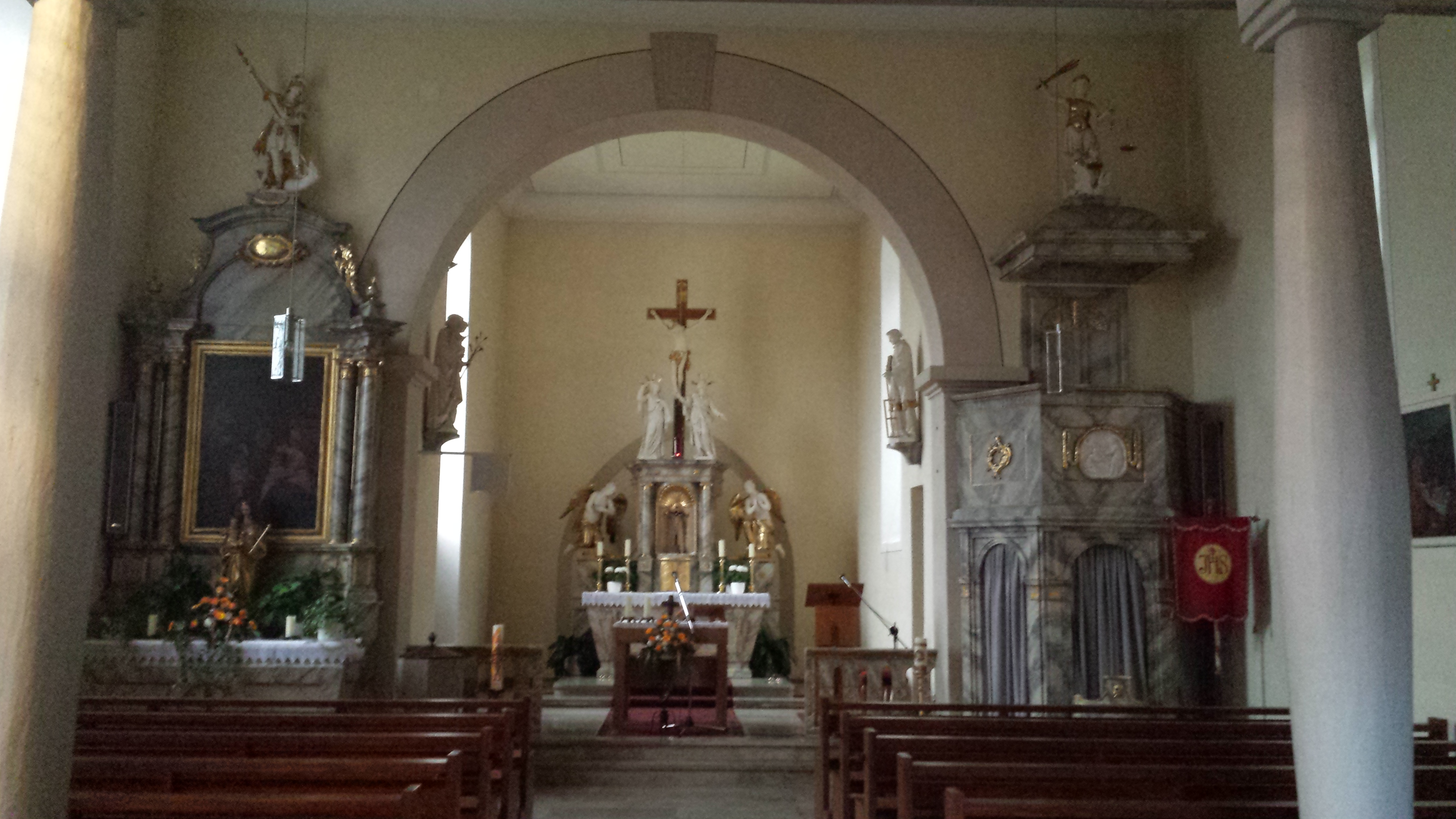
Filialkirche St. Laurentius (Innenansicht)
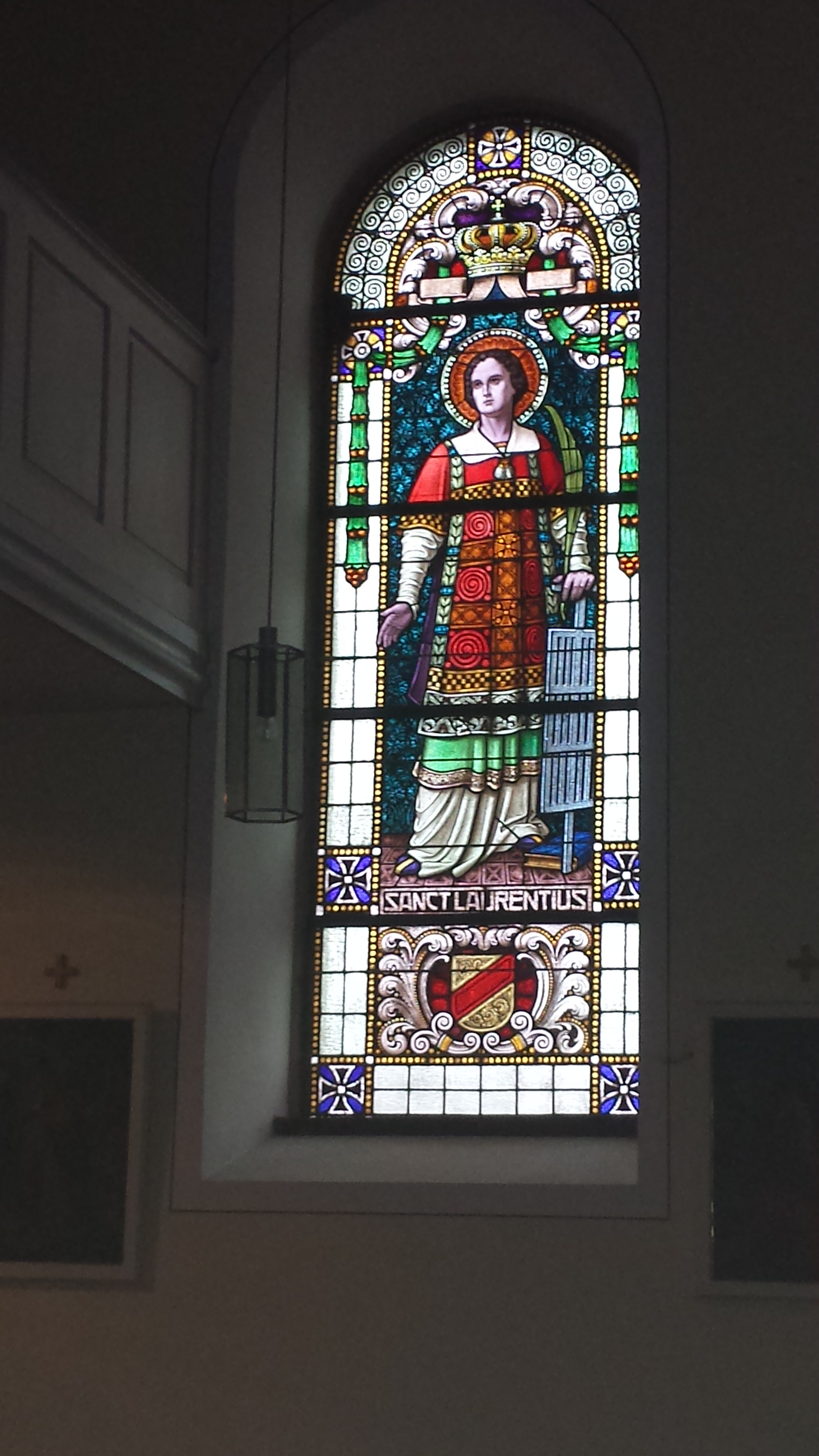
Glasornament Hl. Laurentius
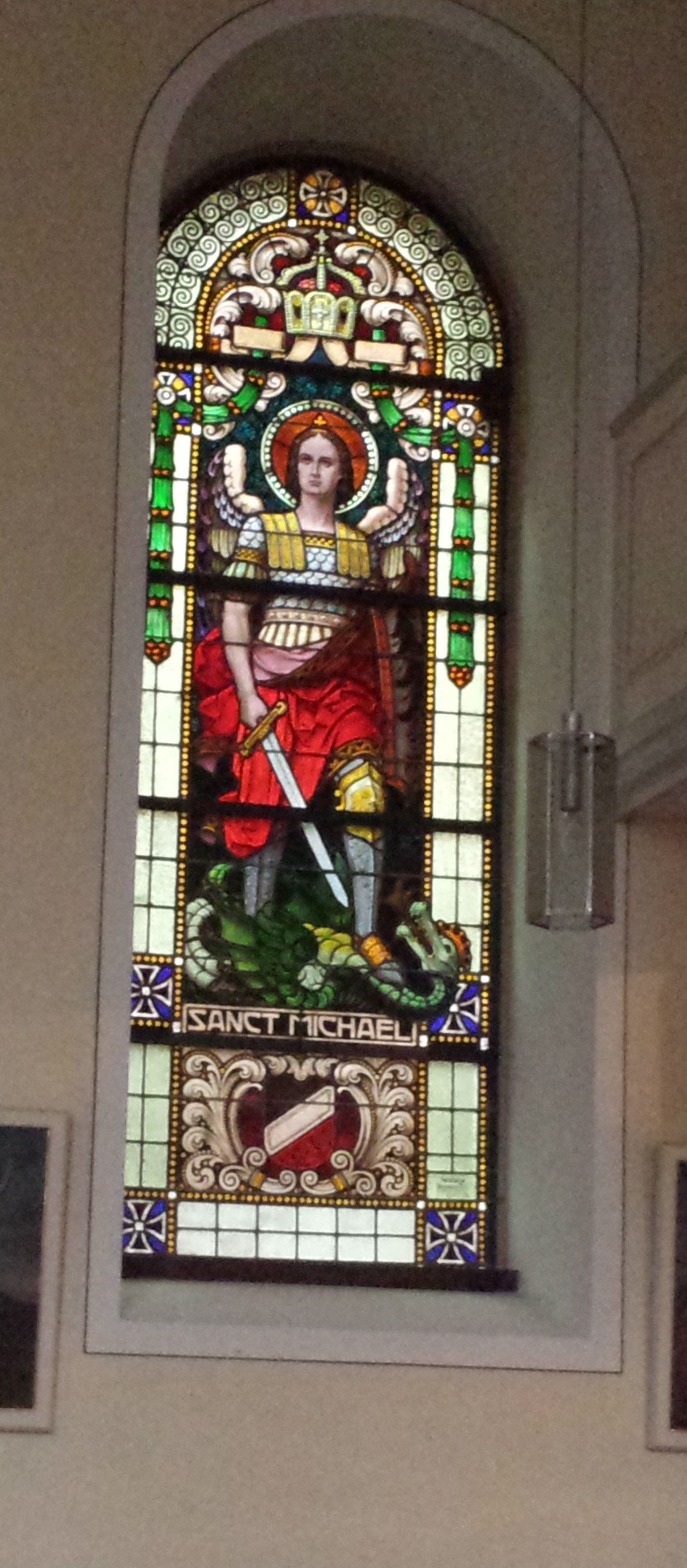
Glasornament Hl. Michael

## Ausstattung

### Altäre
Ein Seitenaltar zeigt ein Gemälde der Hl. Maria mit Jesu.

### Kanzel
Oberhalb des Beichtstuhls befindet sich eine schlichte Kanzel.

### Glocken
Die Kirche St. Laurentius in Paimar verfügt über ein vierstimmiges Geläut. Die drei großen Glocken wurden von der Gießerei Friedrich Wilhelm Schilling im Jahr 1955 gegossen. Die kleine vierte Glocke stellt eine besondere Rarität im Bistum dar. Es handelt sich hierbei um eine aus dem frühen 13. Jahrhundert stammende, sogenannte Zuckerhutglocke.
|   | Gießer                      | Gussjahr | Material | Ø in mm | Kg  | Nominal |
| 1 | F. W. Schilling, Heidelberg | 1955     | Bronze   | 770     | 289 | h′+4    |
| 2 | F. W. Schilling, Heidelberg | 1955     | Bronze   | 705     | 230 | cis″+4  |
| 3 | F. W. Schilling, Heidelberg | 1955     | Bronze   | 591     | 134 | e″+5    |
| 4 | ohne Inschrift              | 13. Jh.  | Bronze   | 376     | 32  | h″+1    |

### Orgel
Die Laurentiuskirche verfügt über eine Carl-Göller-Orgel von 1829, die 2008 restauriert wurde.

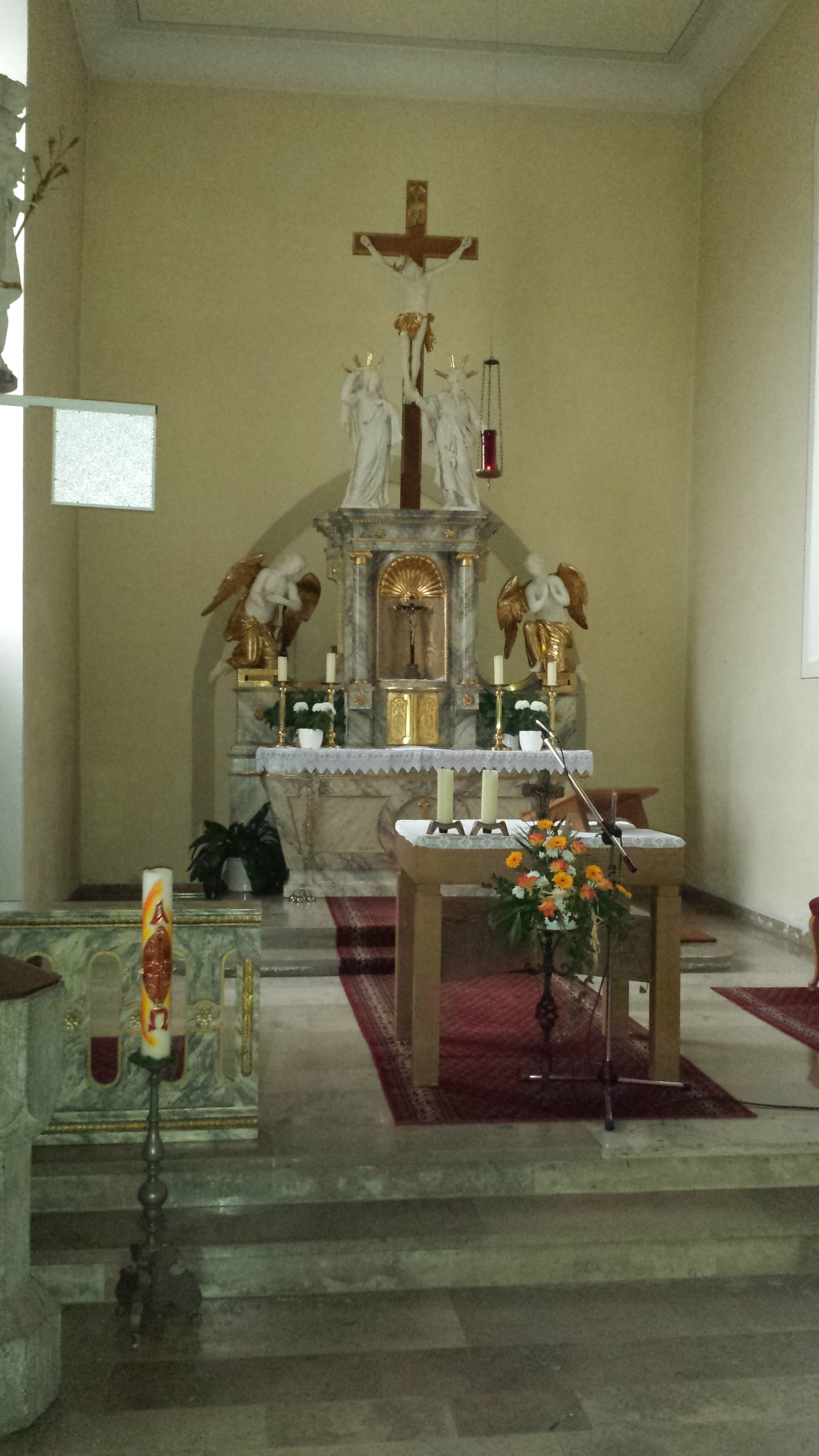
Altar
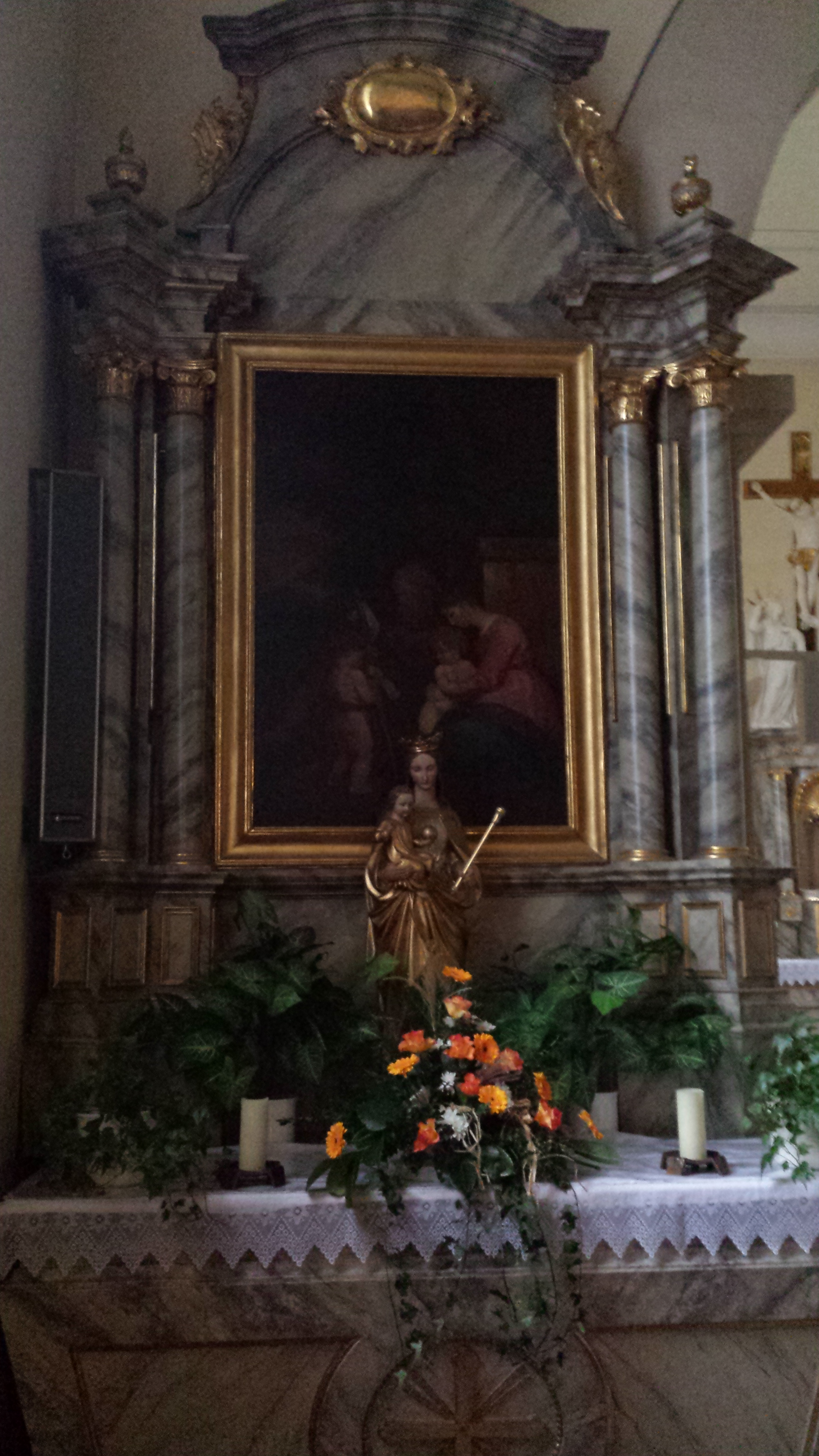
Seitenaltar mit einem Bildnis der Hl. Maria und Jesu
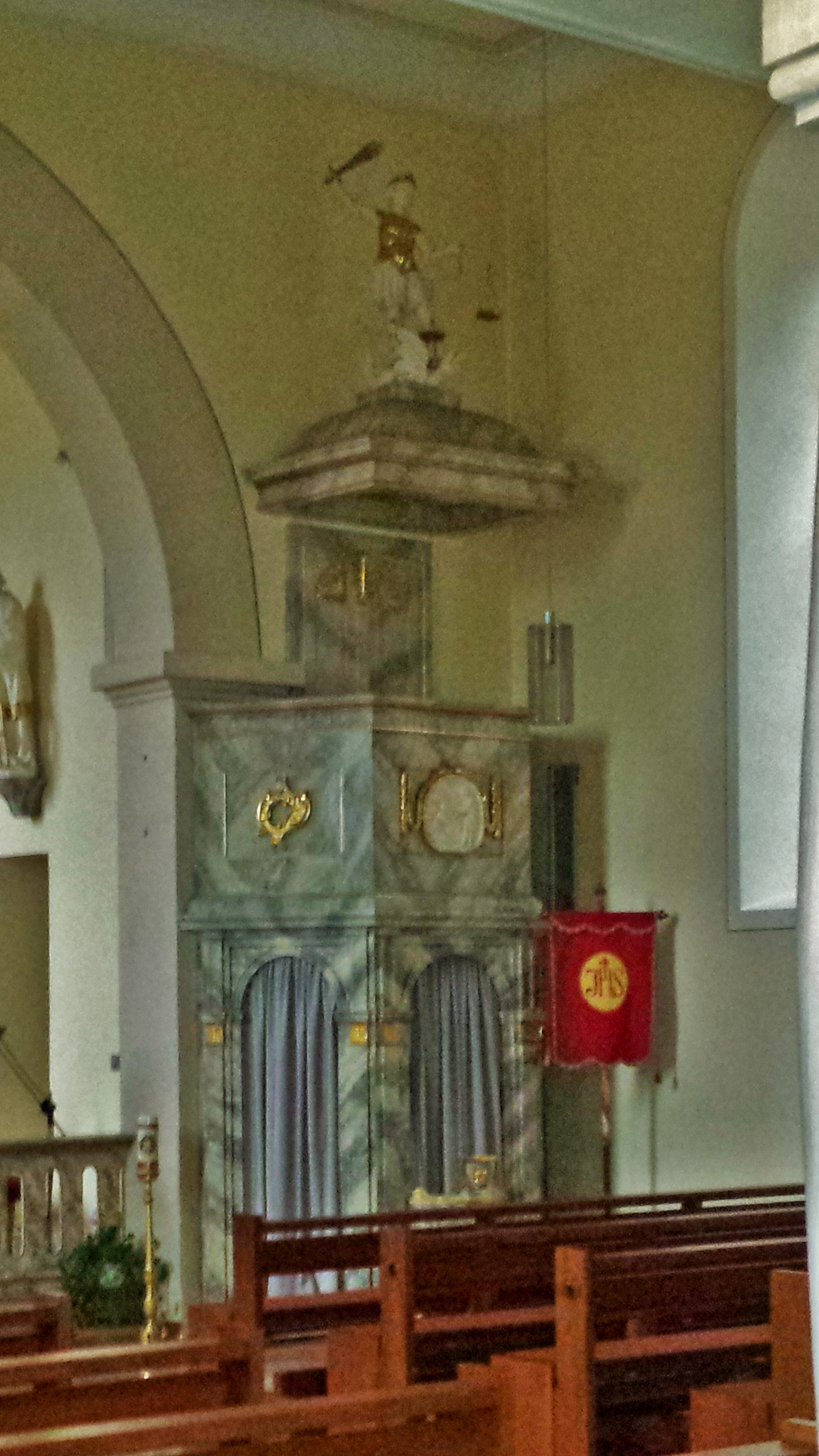
Beichtstuhl mit Kanzel
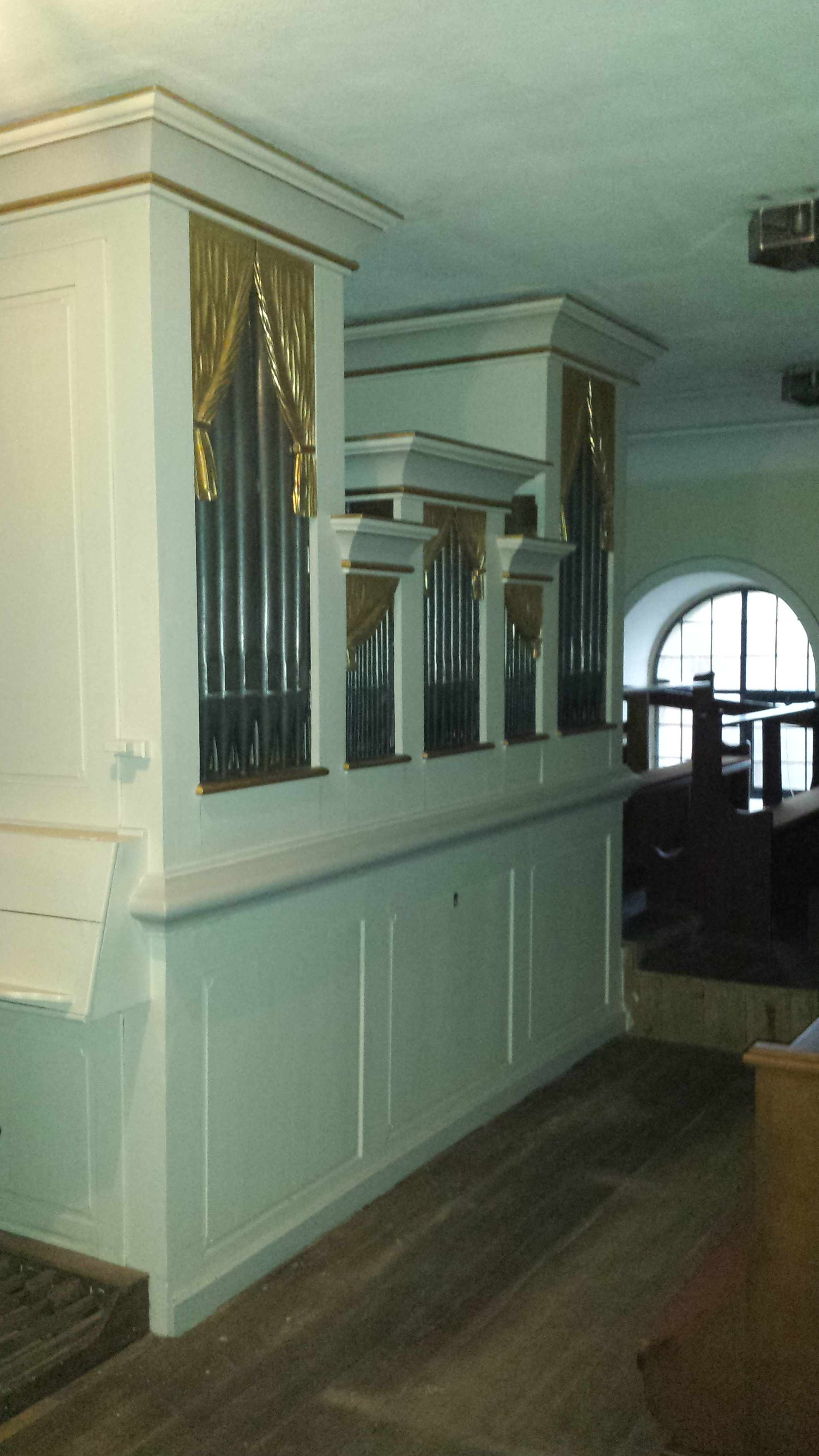
Orgel